# Lotta flyttar hemifrån
Pour plus de détails, voir Fiche technique et Distribution.
Lotta flyttar hemifrån (traduction littérale : Lotta quitte la maison) est un film suédois réalisé par Johanna Hald, sorti au cinéma en Suède en 1993. C'est un long métrage en prises de vues réelles pour la jeunesse, adapté des fictions radiophoniques et des livres de l'auteur suédois Astrid Lindgren. Il prend la suite de Lotta på Bråkmakargatan, lui-même adapté d'un autre roman du même auteur.

## Fiche technique
- Titre original : Lotta flyttar hemifrån
- Réalisation : Johanna Hald
- Pays de production :  Suède
- Langue : suédois
- Format : couleur
- Son : Dolby
- Durée : 83 minutes
- Date de sortie : Suède : 18 septembre 1993[1]

## Distribution
- Grete Havnesköld : Lotta
- Linn Gloppestad : Mia
- Martin Andersson : Jonas
- Beatrice Järås : Maman
- Claes Malmberg : Papa
- Margreth Weivers : Tante Berg
- Gunvor Pontén : Madame Blomgren
- Sten Ljunggren : Monsieur Blomgren
- Pierre Lindstedt : Kalle Fransson
- Johan Rabaeus : le chauffeur de camion
- Renzo Spinetti : Vasilis